# Diego Pignatelli
Diego Pignatelli Aragona Cortés (Palermo, 27 novembre 1823 – Napoli, 9 marzo 1880) è stato un nobile e politico italiano.

## Biografia
Principe di Castelvetrano, duca di Terranova e di Monteleone.
Fu nominato senatore del Regno nel 1871.